# Sveti Nikola (wyspa)
Sveti Nikola (Wyspa św. Mikołaja) – wyspa na Morzu Adriatyckim u południowo-zachodnich wybrzeży Czarnogóry, blisko linii brzegowej Czarnogóry. Jest jedną z dwóch wysepek u wybrzeży miasta Budva (drugą jest dużo mniejsza Wyspa św. Stefana). Obydwie wyspy należą do tzw. Riwiery Budwańskiej.

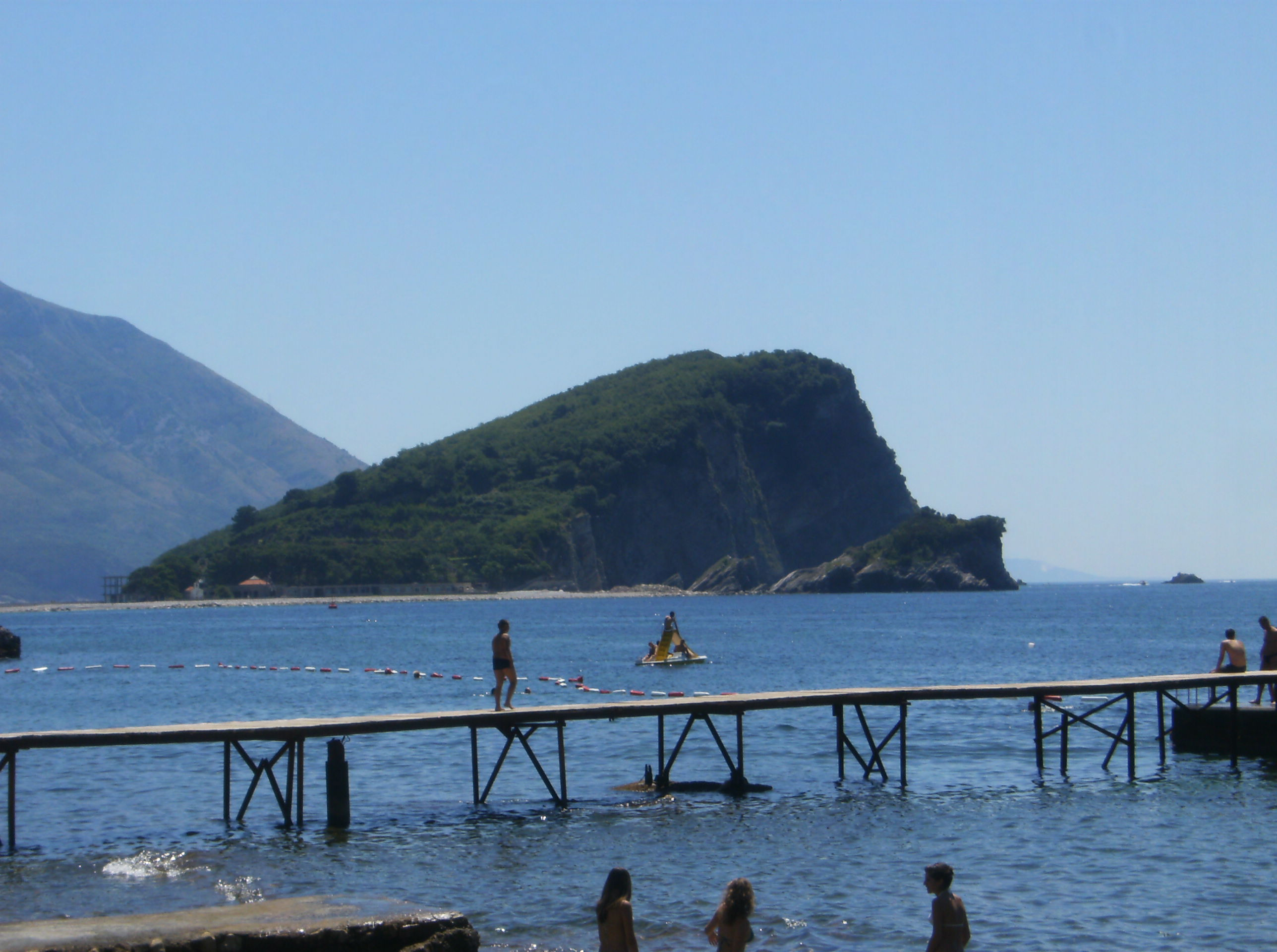
Klif

Wyspa św. Mikołaja to wyspa naturalna o długości około 2 km, znajdująca się w odległości 830–1000 m od wybrzeża Czarnogóry. Jej nazwa pochodzi od znajdującego się na niej kościoła św. Mikołaja. Pochodzi on z XVI wieku i otoczony jest cmentarzem. Prawdopodobnie zbudowany został na ruinach starszego kościoła, pochodzącego jeszcze z czasów wypraw krzyżowych. Mieszkańcy Budvy nazywają wyspę Hawajami. Nazwę tę utworzyli od znajdującej się na północnym cyplu wyspy restauracji i kawiarni Havaj.
Bezpośrednio na Wyspę św. Mikołaja kursują stateczki z miejskiego portu. Kursują także statki opływające jej wybrzeże. Wybrzeże jest częściowo skaliste i urwiste. Najwyższy klif ma wysokość 121 m. Są trzy skaliste plaże o łącznej długości 840 m. Ponadto istnieją liczne plaże wzdłuż wybrzeża, ale dostępne tylko od strony morza. Dzięki temu są niezatłoczone i atrakcyjne dla żeglarzy.
Całe wnętrze wyspy porasta las iglasty. Żyją w nim rzadkie gatunki ptaków, jelenie i drobne zwierzęta, a z roślin rzadki gatunek lilii. 